# Pepe the Frog
Pepe the Frog (la granota Pepe, en català) és un mem d'Internet molt popular. Es tracta d'una granota antropomòrfica verda amb un cos humanoide. Aquest personatge es va originar en un còmic de Matt Furie anomenat Boy's Club. Es va convertir en un mem d'Internet quan la seva popularitat va créixer exponencialment en llocs web com Myspace, Gaia Online i 4chan als volts de l'any 2008. Ja l'any 2015, s'havia convertit en un dels memes més populars utilitzats en 4chan i Tumblr.
Ara bé, és al 2016 quan la imatge del personatge fictici agafa volada i es converteix en un símbol del controvertit moviment de Dreta alternativa (alt-right). La Lliga Antidifamació va afegir certes encarnacions de Pepe the Frog a la seva base de dades de símbols d'odi el 2016, matisant que no tots els mems de Pepe són de caràcter racista. D'ençà, l'autor de Pepe The Frog ha expressat públicament la seva consternació pel fet que Pepe sigui utilitzat com a símbol d'odi i, a l'any 2017, finalment va optar per matar el personatge en el còmic per evitar que se segueixi utilitzant com a símbol del moviment de supremacisme blanc. Finalment va ser fusionat per joves pro-Trump amb el déu egipci del Caos, Kek, sorgint una religió-mem anomenada The Cult of Kek, en la qual apareix Kek com Déu-Pare de tots els Pepes i protector de Trump.
L'ús original del meme ha evolucionat amb el temps i té moltes variants, les més conegudes són: Sad Frog, Smug Frog, Feels Frog i "You will never ...".